# Abraeomorphus formosanus
Abraeomorphus formosanus är en skalbaggsart som först beskrevs av Hisamatsu 1965.  Abraeomorphus formosanus ingår i släktet Abraeomorphus och familjen stumpbaggar. Inga underarter finns listade i Catalogue of Life.